# حمزة بن عبدالمطلب
ابوعماره حمزة بن عبدالمطلب هاشمی قریشی (به عربی: أَبُو عُمَارَةَ حَمْزَةُ بْنُ عَبْدِ الْمُطَّلِبِ الهَاشِمِي القُرَشِيُّ)، (۵۴ قبل از هجرت – ۱۵ شوال ۳ قمری) که در میان مسلمانان به لقب «اسدالله» یعنی شیرخدا و «سیدالشهداء» یعنی سالار شهدا نیز معروف است، عموی محمد (پیامبر اسلام) از اهالی با احترام در بین قبیلهٔ قریش و از پهلوانان عرب بود و به قدرتمندی و شکار شیر مشهور بود.

## سن
ثویبه کنیز ابولهب از شیر فرزند خود به نام مسروح، قبل از حلیمه، محمد را شیر داده بود. چنان‌که برخی گفته‌اند اگر حمزه نیز از شیر همین فرزند نوشیده باشد، فقط دو سال از پیامبر بزرگتر خواهد بود.

## مسلمان شدن
حمزه در سال ششم بعثت به اسلام گروید. معروف است که او هنگام بازگشت از یکی از شکارهای خود شنید که عمرو بن هشام (مشهور به ابوجهل) به برادرزاده‌اش محمد توهین کرده؛ پس یکراست نزد عمرو بن هشام رفته، با نواختن ضربه‌ای به او گفت: «به چه جرأتی به محمد توهین می‌کنی وقتی که می‌دانی من پیرو مذهب او هستم. اگر جرأت داری جواب این ضربه را بده.»
از آن روز به بعد حمزه به عنوان محافظ اسلام شناخته می‌شود.

## در غزوات
حمزه اولین فرمانده نظامی اسلام بود و در نبردهای اولیه و منجمله نبرد مشهور «غزوه بدر» سپاه مسلمانان را رهبری می‌کرد و در این جنگ، خویشاوندش شَیبه بن ربیعه را به قتل رساند.
حمزه در غزوه احد در ۱۵ شوال سال سوم هجری به‌دست واشی بن حرب، برده حبشی، و به دستور هند، همسر ابوسفیان، به قتل رسید. هند  از زنان اهل پرچم بود و در ازای کشتن محمد یا علی (قاتل برادرش ولید در بدر) یا حمزه (قاتل پدرش)، به واشی وعده آزادی داده بود و گفت که «هم وزن او طلا و هم قد او ابریشم» پاداشش می‌دهد. پس واشی در میان جنگ و با پرتاب نیزه از راه دور حمزه را به قتل می‌رساند و هند هم او را آزاد می‌کند.در برخی روایات اسلامی گفته شده بعد از کشته شدن حمزه، هند به پیش جنازه حمزه رفته و جگر او را درآورده و خورده به همین خاطر، به هند جگر خوار شهرت یافته.
حمزه پس از کشته‌شدن، «سیدالشهدا» لقب گرفت. پیروان شیعه علاوه بر حمزه این لقب را به حسین هم نسبت می‌دهند.

## حمزه در حدیث
پیامبر اسلام در مورد کسی که دارای فرزند شده بود گفت: او را «حمزه» نام بگذار که محبوب ترین نام ها در نزد من است. و پیامبر اسلام به دخترش در مورد حمزه می گوید: شهید ما أفضل شهدا است و آن عموی تو و از خاندان ما است.

## در سینما
در فیلم رسالت مشهور به محمد رسول‌الله ساخته کارگردان سوری، مصطفی عقاد که داستانی از سال‌های اولیه اسلام است. آنتونی کوئین هنرپیشه مشهور مکزیکی آمریکایی، نقش حمزه را در این فیلم بازی کرده‌است.